# Bob Suter
Pour les articles homonymes, voir Suter.
Bob Suter (né le 16 mai 1957 à Madison au Wisconsin aux États-Unis — mort le 9 septembre 2014 à Middleton au Wisconsin aux États-Unis) est un joueur professionnel devenu entraîneur américain qui évoluait au poste de défenseur. Son frère, Gary, et son fils, Ryan, sont également joueurs de hockey sur glace.

## Biographie
Bob Suter est repêché par les Kings de Los Angeles au 120e rang lors du repêchage amateur de la LNH 1977. La même année, il est repêché par les Bulls de Birmingham au 58e rang du repêchage amateur de l'AMH. Après ces deux repêchages, il joue deux saisons avec l'équipe de hockey des Badgers du Wisconsin du championnat NCAA de hockey sur glace masculin. 
Il joue ses premiers matchs en tant que professionnel avec les Oilers de Tulsa de la Ligue centrale de hockey lors de la saison 1978-1979. Il fait partie de l'équipe américaine ayant battu l'équipe d'URSS lors de la ronde finale des Jeux olympiques de 1980 à Lake Placid, l'évènement étant surnommé le « Miracle sur glace ». Il joue sa dernière saison en tant que joueur en 1981-1982 avec les South Stars de Nashville de la LCH. Pendant deux saisons, de 1984 à 1986, il est entraîneur-chef des Capitols de Madison, équipe de l'United States Hockey League.
Il décède d'une crise cardiaque le 9 septembre 2014 à Middleton au Wisconsin.

## Statistiques

### En club
| Saison    | Équipe                   | Ligue |    | Saison régulière | Saison régulière | Saison régulière | Saison régulière | Saison régulière |   | Séries éliminatoires | Séries éliminatoires | Séries éliminatoires | Séries éliminatoires | Séries éliminatoires |
| Saison    | Équipe                   | Ligue | PJ | B                | A                | Pts              | Pun              | PJ               | B | A                    | Pts                  | Pun                  |                      |                      |
| 1977-1978 | Badgers du Wisconsin     | NCAA  | 42 | 5                | 20               | 25               | 105              | -                | - | -                    | -                    | -                    |                      |                      |
| 1978-1979 | Badgers du Wisconsin     | NCAA  | 40 | 16               | 28               | 44               | 105              | -                | - | -                    | -                    | -                    |                      |                      |
| 1978-1979 | Oilers de Tulsa          | LCH   | 7  | 0                | 3                | 3                | 8                | -                | - | -                    | -                    | -                    |                      |                      |
| 1979-1980 | Équipe des États-Unis    | Intl  | 38 | 7                | 11               | 18               | 67               | -                | - | -                    | -                    | -                    |                      |                      |
| 1981-1982 | South Stars de Nashville | LCH   | 79 | 12               | 21               | 33               | 160              | 3                | 0 | 2                    | 2                    | 11                   |                      |                      |

### En équipe nationale
| Saison | Compétition     |   | PJ | B | A | Pts | Pun           |  | Résultat |
| 1980   | Jeux olympiques | 7 | 0  | 0 | 0 | 0   | Médaille d'or |  |          |